# Terrorisme en 1954

## Événements

### Novembre
- 1er novembre, Algérie française : une série d'attentats en Algérie fait dix morts[1]. (voir l'article Toussaint rouge pour plus de détails)